# Commonwealth Robertsport District
Commonwealth Robertsport eller the Commonwealth är ett distrikt i Liberia. Det ligger i Grand Cape Mount County, i den västra delen av landet, 70 km nordväst om huvudstaden Monrovia.